# 대한민국의 도시 철도
대한민국의 도시 철도(都市鐵道, Metro)는 「도시철도법」의 규정에 근거하여 건설, 운영하는 철도 및 경량전철(모노레일 등)을 말한다.

## 개요
대도시권 내부의 교통을 위해 건설된다. 이미 형성된 도시에 건설되기 때문에 주로 지하에 건설되며, 지하에 건설하기 위해서는 막대한 건설비가 필요하기 때문에 이를 감당할 능력이 있는 서울 및 광역시를 중심으로 건설한다. 2000년대부터는 건설비를 절감할 수 있는 경량전철로 건설하는 추세이다.
「지하철도의건설및운영에관한법률」이 1990년에 「도시철도법」으로 개정되면서 법률 용어가 지하철에서 도시 철도로 변경되었으나, 여전히 지하철이라는 명칭도 널리 사용되고 있다. 또한 전기 철도의 줄임말인 전철(電鐵)이라는 말도 같은 의미로 사용되고 있다.

## 철도와 도시철도의 차이
대한민국에서는 법적으로 「철도」와 「도시철도」를 전혀 다른 것으로 간주한다. 도시철도는 「도시철도법」의 규정에 따라 건설, 운영하며, 다른 철도 관련 법령은 도시철도에는 적용되지 않는다. 「대중교통의 육성 및 이용촉진에 관한 법률」등 다른 교통관련 법령에서도 「철도」와 「도시철도」를 반드시 따로 언급한다. 이로인해 철도와 도시철도에는 몇 가지 크고 작은 차이점이 있다.
1. 철도는 반드시 1435mm 표준궤로 건설된다.(철도건설규칙 제6조) 도시철도도 표준궤를 표준으로 하지만(도시철도건설규칙 제6조) 경량전철로 건설할 경우 다른 궤간으로 건설할 수 있다.(제72조)
2. 철도를 전철화할때는 교류 25000V 60Hz를 표준으로 하지만 직류 1500V로 건설할 수도 있다.(철도의 건설기준에 관한 규정 제35조). 하지만 도시철도는 반드시 직류 1500V로 전철화 해야 한다.(도시철도건설규칙 제26조) 이 또한 경량전철일 경우 다른 방식을 사용할 수 있다.(제79조)
3. 철도는 좌측통행이 주류지만(법적으로 명시된 사항이 아니다. 따라서 일산선 및 인천교통공사 소속의 7호선 부천 및 인천 구간 같은 예외가 존재한다.), 도시철도는 반드시 우측통행으로 운전해야 한다. 다만 철도와 직결 운행을 하는 경우에는 좌측통행으로 할 수 있다.(도시철도건설규칙 제5조)
4. 철도는 전국적으로 건설되지만 도시철도는「도시교통권역」[2]에만 건설할 수 있다. 이로 인해 2021년 5월 22일에 개통한 서울 지하철 7호선을 인천교통공사 소속의 석남역까지 연장하기 위해 부천시가 부천시 도시교통권역에, 인천광역시가 인천광역시 도시교통권역에 각각 건설하여 서울교통공사와 인천교통공사 등 두 양사가 직결 운행하는 변칙적인 방식으로 건설해야 했다.
5. 철도사업의 면허권자는 국토교통부장관이다. 도시철도도 국토교통부장관이 면허권자였으나, 2014년 7월 8일에 「도시철도법」이 개정되어 면허권자가 광역자치단체의 장(특별시장, 광역시장, 특별자치시장, 도지사, 특별자치도지사)으로 변경되었다.
6. 철도는 국가가 시설을 소유하고, 국가 외의 자가 운영하는 상하분리방식을 원칙으로 한다.(철도산업발전기본법 제20조, 21조) 하지만 도시철도법에는 그런 규정이 없다. 도시철도노선을 국가나 지방자치단체가 소유할 필요는 없다.

## 역사
수도권 교통난 해소 및 대도시 교통수단체계 조정에서 비롯된 대한민국 최초의 지하철은 서울 지하철 1호선(서울 ~ 청량리)이다. 1971년 4월 12일 착공하여 1974년 8월 15일 개통하였는데, 이는 세계에서 22번째로 지어진 지하철 노선이다. 이 구간은 도로를 뜯은 후에 지하 구조물을 만든 후 다시 메우는 방식인 개착식 공법으로 만들어졌는데, 지금은 도로사정에 따라 다양한 방법을 사용하고 있다. 서울 ~ 청량리 구간과 함께 구로 ~ 인천 간의 경인선, 서울 ~ 수원 간의 경부선 구간을 직결 개통하였으며 이들 구간은 기존의 선로를 복선 전철화하여 운용하였다.
1983년 2호선, 1985년 10월 3·4호선이 개통되었고 1985년 7월 부산에서도 1호선 일부 구간이 개통, 운행에 들어갔다. 1997년 11월 대구에서도 일부 구간이 개통되고 운행되었다. 1999년 10월 인천에서도 1호선 일부 구간이 개통, 운행에 들어갔다. 2000년대에는 광주, 대전에서도 운행을 개시하였다.

## 수도권 전철

수도권 전철 노선도

수도권 전철은 서울 지하철과 인천 도시철도, 경기도, 강원특별자치도 춘천시 및 충청남도의 천안시, 아산시까지 광역 철도를 모두 포함하는 전철망이다. 노선에 따라 각각 한국철도공사·서울교통공사·인천교통공사에서 운영하고 있는데 수도권 전철 서해선을 비롯한 도시철도 구간 이외 광역 전철 전반은 한국철도공사에서, 도시 철도는 나머지 기업에서 운영한다. 서울 지하철 중 9호선은 민간기업인 서울시메트로9호선에서, 광역전철 중 신분당선은 민간기업인 신분당선주식회사에서 운영한다. 서울교통공사·서울시메트로9호선에서 운영하는 구간을 서울 지하철, 인천교통공사에서 운영하는 구간을 인천 도시철도로 구분하기도 한다. 서울 지하철에서 지하철의 총 길이 317km는 광역 철도 구간을 제외한 구간이다.

### 수도권 전철
| 노선 | 노선                   | 기점 | 종점 | 거리    | 역수 | 소유자                         | 운영자                                                  |
| ---- | ---------------------- | --- | --- | ------- | ---- | ------------------------------ | ------------------------------------------------------- |
|      | 1호선                  | 연천역 (경기도 연천군) 소요산역 (경기도 동두천시) 광운대역 (서울특별시 노원구) 청량리역 (서울특별시 동대문구) 남영역 (서울특별시 용산구) 구로역 (서울특별시 구로구) 봉명역 (충청남도 천안시) 금천구청역 (서울특별시 금천구) 병점역 (경기도 화성시) | 회기역 (서울특별시 동대문구) 서울역 (서울특별시 중구) 신도림역 (서울특별시 구로구) 인천역 (인천광역시 중구) 천안역 (충청남도 천안시) 신창역 (충청남도 아산시) 광명역 (경기도 광명시) 서동탄역 (경기도 오산시) | 200.6km | 98   | 대한민국 정부 서울특별시       | 한국철도공사 서울교통공사                               |
|      | 2호선                  | 시청역 (서울특별시 중구) 성수역 (서울특별시 성동구) 신도림역 (서울특별시 구로구) | 시청역 (서울특별시 중구) 신설동역 (서울특별시 동대문구) 까치산역 (서울특별시 강서구) | 60.2km  | 51   | 서울특별시                     | 서울교통공사                                            |
|      | 3호선                  | 대화역 (경기도 고양시) 지축역 (경기도 고양시) | 삼송역 (경기도 고양시) 오금역 (서울특별시 송파구) | 57.4km  | 44   | 대한민국 정부 서울특별시       | 한국철도공사 서울교통공사                               |
|      | 4호선                  | 진접역 (경기도 남양주시) 불암산역 (서울특별시 노원구) 선바위역 (경기도 과천시) 산본역 (경기도 군포시) | 별내별가람역 (경기도 남양주시) 남태령역 (서울특별시 서초구) 금정역 (경기도 군포시) 오이도역 (경기도 시흥시)                                                                                                   | 85.7km  | 51   | 대한민국 정부 서울특별시       | 한국철도공사 서울교통공사남양주도시공사                 |
|      | 5호선                  | 방화역 (서울특별시 강서구) 강일역 (서울특별시 강동구) 강동역 (서울특별시 강동구) | 상일동역 (서울특별시 강동구) 하남검단산역 (경기도 하남시) 마천역 (서울특별시 송파구) | 59.7km  | 56   | 서울특별시 하남시              | 서울교통공사                                            |
|      | 6호선                  | 응암역 (서울특별시 은평구) | 신내역 (서울특별시 중랑구) | 36.4km  | 39   | 서울특별시                     | 서울교통공사                                            |
|      | 7호선                  | 장암역 (경기도 의정부시) | 석남역 (인천광역시 서구) | 61.0km  | 53   | 서울특별시, 부천시, 인천광역시 | 서울교통공사 인천교통공사                               |
|      | 8호선                  | 별내역 (경기도 남양주시) | 모란역 (경기도 성남시) | 30.2km  | 24   | 서울특별시,경기도              | 서울교통공사 구리도시공사남양주도시공사                 |
|      | 9호선                  | 개화역 (서울특별시 강서구) | 중앙보훈병원역 (서울특별시 강동구) | 40.9km  | 38   | 서울특별시                     | 서울시메트로9호선 서울교통공사                          |
|      | 경강선                 | 판교역 (경기도 성남시) | 여주역 (경기도 여주시) | 57.0km  | 11   | 대한민국 정부                  | 한국철도공사                                            |
|      | 경의·중앙선            | 임진강역 (경기도 파주시) 문산역 (경기도 파주시) | 용문역 (경기도 양평군) 지평역 (경기도 양평군) 서울역 (서울특별시 중구) | 140.3km | 56   | 대한민국 정부                  | 한국철도공사                                            |
|      | 경춘선                 | 청량리역 (서울특별시 동대문구) 광운대역 (서울특별시 노원구) | 춘천역 (강원특별자치도 춘천시) | 85.6km  | 24   | 대한민국 정부                  | 한국철도공사                                            |
|      | 수인·분당선            | 청량리역 (서울특별시 동대문구) | 인천역 (인천광역시 중구) | 106.9km | 63   | 대한민국 정부                  | 한국철도공사                                            |
|      | 인천국제공항철도       | 서울역 (서울특별시 중구) | 인천공항2터미널역 (인천광역시 중구) | 63.8km  | 14   | 대한민국 정부                  | 공항철도                                                |
|      | 서해선                 | 일산역 (경기도 고양시) | 원시역 (경기도 안산시) | 41.8km  | 17   | 대한민국 정부                  | 한국철도공사 서해철도 이레일 서부광역철도               |
|      | 신분당선               | 신사역 (서울특별시 강남구) | 광교역 (경기도 수원시) | 33.4km  | 16   | 대한민국 정부                  | 신분당선주식회사 경기철도주식회사 네오트랜스 새서울철도 |
|      | 용인 경전철            | 기흥역 (경기도 용인시) | 전대·에버랜드역 (경기도 용인시) | 18.4km  | 15   | 용인시                         | 용인경량전철 네오트랜스                                 |
|      | 서울 경전철 우이신설선 | 북한산우이역 (서울특별시 강북구) | 신설동역 (서울특별시 동대문구) | 11.4km  | 13   | 서울특별시                     | 우이신설경전철 우이신설경전철운영                       |
|      | 서울 경전철 신림선     | 샛강역 (서울특별시 영등포구) | 관악산역 (서울특별시 관악구) | 8.1km   | 11   | 서울특별시                     | 남서울경전철 로템SRS                                    |
|      | 의정부 경전철          | 발곡역 (경기도 의정부시) | 차량기지 임시승강장 (경기도 의정부시) | 10.6km  | 16   | 경기도 의정부시                | 의정부경량전철 우진산전                                 |
|      | 인천 도시철도 1호선    | 검단호수공원역 (인천광역시 서구) | 송도달빛축제공원역 (인천광역시 연수구) | 37.1km  | 33   | 인천광역시                     | 인천교통공사                                            |
|      | 인천 도시철도 2호선    | 검단오류역 (인천광역시 서구) | 운연역 (인천광역시 남동구) | 29.1km  | 27   | 인천광역시                     | 인천교통공사                                            |
|      | 김포 도시철도          | 양촌역 (경기도 김포시) | 김포공항역 (서울특별시 강서구) | 23.6km  | 10   | 경기도 김포시                  | 김포골드라인운영                                        |

## 부산 도시철도

부산 도시철도 노선도 (공사 중인 노선이 포함)

부산 도시철도는 1호선이 1985년 7월 19일 최초로 개통한 이래 부산교통공사에서 1 · 2 · 3 · 4호선의 네 노선을 운영하고 있다. 현재 영도구를 제외한 전 지역을 운행하며, 경상남도 양산시에도 2호선의 5개 역이 운영되고 있다. 현재 108개 역이 운영되고 있으며 총 연장(건설 연장)은 108.5km에 달한다.
부산 도시철도와는 별개로 부산-김해 경전철은 부산 사상-김해 삼계를 잇는 노선으로, 민자기업이 운영하는 노선이다. 현재는 5호선과 양산선이 건설 중에 있으며, 부산-양산-울산 광역철도, 과 울산 도시철도 1호선의 건설이 확정되었다.
광역철도로서는 부산광역시 부전역과 울산광역시 태화강역을 잇는 동해선 광역전철을 한국철도공사 부산경남본부에서 운영하고 있고, 부전역에서 경상남도 창원시 마산역을 잇는 경전선 복선 전철이 공사중이다. 이외에도 동남권순환 광역철도와 부산-양산-울산 광역철도(예타통과)가 추진 중에 있다.
| 노선 | 노선             | 기점                                 | 종점                       | 거리    | 역수 | 소유자                      | 운영자                    |
| ---- | ---------------- | ------------------------------------ | -------------------------- | ------- | ---- | --------------------------- | ------------------------- |
|      | 1호선            | 다대포해수욕장역 (부산광역시 사하구) | 노포역 (부산광역시 금정구) | 40.6km  | 40   | 부산광역시                  | 부산교통공사              |
|      | 2호선            | 장산역 (부산광역시 해운대구)         | 양산역 (경상남도 양산시)   | 45.2km  | 43   | 부산광역시                  | 부산교통공사              |
|      | 3호선            | 수영역 (부산광역시 수영구)           | 대저역 (부산광역시 강서구) | 18.1km  | 17   | 부산광역시                  | 부산교통공사              |
|      | 4호선            | 미남역 (부산광역시 동래구)           | 안평역 (부산광역시 기장군) | 12.7km  | 14   | 부산광역시                  | 부산교통공사              |
|      | 부산-김해 경전철 | 사상역 (부산광역시 사상구)           | 가야대역 (경상남도 김해시) | 23.4km  | 21   | 부산광역시, 경상남도 김해시 | 부산-김해경전철           |
|      | 동해선 광역전철  | 부전역 (부산광역시 부산진구)         | 태화강역 (울산광역시 남구) | 63.8 km | 23   | 대한민국 정부               | 한국철도공사 부산경남본부 |

## 대구 도시철도

대구 도시철도 노선도

대구 도시철도는 대구광역시 및 그 주변 광역권에 건설되어 있는 도시 철도이다. 1997년 11월 26일에 1호선 진천~중앙로 구간에서 첫 운행을 시작한 이래 3개 노선, 56개 역에 57km를 운영하고 있다. 2호선의 종점을 경상북도 경산시에 소재하고 있는 영남대까지 연장하는 구간이 2012년 9월 19일 개통되었고, 1호선의 종점을 달성군에 소재하고 있는 설화명곡까지 연장하는 구간이 2016년 9월 8일 개통되었고 1호선의 종점을 하양까지 연장하는 구간이 2024년 12월 21일 개통되었고, 3호선이 2015년 4월 23일 개통되었다. 2023년 현재는 4호선의 건설이 확정되었다.
광역철도로는 '대구~구미~군위~의성'을 잇는 대구-경북 광역철도가 추진되고 있다.
| 노선 | 노선   | 기점                             | 종점                       | 거리    | 역수 | 소유자               | 운영자       |
| ---- | ------ | -------------------------------- | -------------------------- | ------- | ---- | -------------------- | ------------ |
|      | 1호선  | 설화명곡역 (대구광역시 달성군)   | 하양역 (경상북도 경산시)   | 28.4km  | 32   | 대구광역시           | 대구교통공사 |
|      | 2호선  | 문양역 (대구광역시 달성군)       | 영남대역 (경상북도 경산시) | 31.4km  | 29   | 대구광역시           | 대구교통공사 |
|      | 3호선  | 칠곡경대병원역 (대구광역시 북구) | 용지역 (대구광역시 수성구) | 23.1km  | 30   | 대구광역시           | 대구교통공사 |
|      | 대경선 | 구미 (경상북도 구미시)           | 경산 (경상북도 경산시)     | 61.85km | 8    | 대구광역시, 경상북도 | 한국철도공사 |

## 대전 도시철도

대전 도시철도 노선도

대전 도시철도는 대전광역시 관내를 운행하는 도시 철도 노선이다. 2006년 3월 16일에 최초로 운행을 시작하였으며 현재 1개 노선 22개 역, 총 연장 22.74km를 운행하고 있다.
현재 운행되는 1호선은 판암역에서 반석역까지, 구도심과 신도심을 잇고 있으며 대전역을 경유하여 도시의 관문 역할을 하고 있다.
계획중인 노선들을 살펴보면, 2호선은 서대전역 기종점의 순환형 노선으로 현재 예비타당성 조사를 통과, 착공되었다. 3호선은 현재 계획 중에 있다.
광역철도로서 기존의 경부선과 호남선 선로를 활용하여 '(논산~)계룡~대전(~옥천)(~세종)'을 잇는 충청권 광역철도가 공사 중에 있다. 또, 1호선을 청주공항까지 연장하는 대전-세종-충북 광역철도가 계획 중에 있다.

### 운행중인 노선
| 노선 | 노선  | 기점 | 종점 | 연장   | 역 수 | 소유자       | 운영자       |
| ---- | ----- | ---- | ---- | ------ | ----- | ------------ | ------------ |
|      | 1호선 | 판암 | 반석 | 22.7km | 22    | 대전광역시청 | 대전교통공사 |

### 계획중 또는 공사중인 노선
| 노선 | 노선                    | 기점                                                               | 종점                                                             | 연장   | 역 수 | 소유자        | 운영자                    |
| ---- | ----------------------- | ------------------------------------------------------------------ | ---------------------------------------------------------------- | ------ | ----- | ------------- | ------------------------- |
|      | 1호선                   | 판암                                                               | 식장산                                                           |        | 2     | 대전광역시청  | 대전교통공사              |
|      | 2호선                   | 서대전역(본선),중리역(연축지선),관저4역(진잠지선)                  | 서대전역(본선),연축역(연축지선),진잠역(진잠지선)                 | 38.8km | 45    | 대전광역시청  | 대전교통공사              |
|      | 충청권 광역철도         | 신탄진역(1단계), 조치원역(2단계), 계룡역(3단계), 오정역(옥천 지선) | 계룡역(1단계), 신탄진역(2단계), 강경역(3단계), 옥천역(옥천 지선) |        |       | 대한민국 정부 | 한국철도공사 대전충남본부 |
|      | 대전-세종-충북 광역철도 | 반석                                                               | 청주공항                                                         |        |       |               |                           |

## 광주 도시철도

광주 도시철도 노선도

광주 도시철도는 광주광역시 관내를 운영하는 도시 철도 노선이다. 광주 도시철도 1호선은 IMF 구제금융사건의 여파로 2단계로 나뉘어 건설되는데, 1호선 1구간은 1996년 8월 28일에 기공하여 2004년 4월 28일에 개통했으며, 2구간은 2000년 4월에 기공하여 2008년 4월 11일에 개통했다.
광주 도시철도는 전국 도시 철도 노선 가운데 가장 적은 수의 이용객이 이용하는 노선이다. 일반 철도역 및 터미널과의 연계가 어려운 노선이 승객 유치에 어려움을 겪는 요인으로 지적된다. 현재 광주송정역과 광주공항이 연계된다. 1호선의 운영은 광주교통공사에서 담당하며, 건설은 광주광역시 도시철도건설본부가 맡는다.
현재 2호선이 건설되고 있으며, 광역철도로는 광주-나주 광역철도가 추진 중에 있다.
| 노선 | 노선  | 기점                     | 종점                       | 거리   | 역수 | 소유자     | 운영자       |
| ---- | ----- | ------------------------ | -------------------------- | ------ | ---- | ---------- | ------------ |
|      | 1호선 | 녹동역 (광주광역시 동구) | 평동역 (광주광역시 광산구) | 20.5km | 20   | 광주광역시 | 광주교통공사 |

## 기·종점
현재 개통된 도시 철도의 기·종점이다.

### 수도권 전철
- ● 수도권 전철 1호선: 연천, 소요산, 동두천, 양주, 의정부, 창동, 광운대, 청량리, 동묘앞, 서울, 용산, 영등포, 구로 부천, 병점, 천안 - 창동, 광운대, 서울, 구로, 부천, 부평, 동인천, 인천, 광명, 병점, 서동탄, 천안, 신창
- ● 서울 지하철 2호선: 을지로순환선(시청-성수-삼성-서울대입구-신도림-홍대입구-시청), 성수지선(성수 - 신설동), 신정지선(신도림 - 까치산)
- ● 수도권 전철 3호선: 대화, 구파발, 독립문, 압구정 - 삼송, 구파발, 약수, 도곡, 수서, 오금
- ● 수도권 전철 4호선: 진접, 불암산(당고개), 한성대입구, 사당, 금정 - 서울, 사당, 산본, 안산, 오이도
- ● 수도권 전철 5호선: 방화, 화곡, 여의도, 애오개, 왕십리, 군자, 강동 - 화곡, 애오개, 왕십리, 군자, 강동, 상일동, 하남검단산, 마천
- ● 서울 지하철 6호선[49]: 응암순환, 새절, 대흥, 공덕, 한강진, 안암 - 독바위, 응암, 새절, 대흥, 공덕, 한강진, 안암, 봉화산, 신내
- ● 서울 지하철 7호선: 장암, 도봉산, 수락산, 태릉입구, 건대입구, 청담, 내방, 온수 - 건대입구, 청담, 내방, 신풍, 온수, 부평구청, 석남
- ● 수도권 전철 8호선: 별내, 다산, 암사, 잠실 - 가락시장, 모란
- ● 서울 지하철 9호선: 개화, 김포공항, 가양, 당산, 샛강, 동작, 신논현 - 가양, 당산, 동작, 신논현, 종합운동장, 삼전, 중앙보훈병원
- ● 수도권 전철 경춘선: 광운대, 청량리, 상봉 - 평내호평, 춘천
- ● 수도권 전철 경의·중앙선: 문산, 일산, 대곡, 수색, 용산 - 서울, 용산, 청량리, 덕소, 팔당, 용문, 지평
- ● 수도권 전철 수인·분당선: 청량리, 왕십리 - 죽전, 고색, 오이도, 인천
- ● 수도권 전철 경강선: 판교 - 부발, 여주
- ● 인천 도시철도 1호선: 검단호수공원, 박촌 - 국제업무지구
- ● 인천 도시철도 2호선: 검단오류 - 운연
- ● 인천국제공항철도: 서울 - 인천공항2터미널
- ● 신분당선: 신사 - 광교
- ● 서해선: 일산 - 원시
- ● 의정부 경전철: 발곡 - 탑석
- ● 용인 경전철: 기흥 - 전대·에버랜드
- ● ●서울 경전철 우이신설선: 북한산우이 - 신설동
- ● 김포 도시철도: 양촌, 구래 - 김포공항
- ● 서울 경전철 신림선: 샛강 - 보라매공원 -  관악산

### 부산 도시철도
- ● 부산 도시철도 1호선: 다대포해수욕장 - 노포
- ● 부산 도시철도 2호선: 장산 - 양산
- ● 부산 도시철도 3호선: 수영 - 대저
- ● 부산 도시철도 4호선: 미남 - 안평
- ● 부산-김해 경전철: 사상 - 가야대
- ● 동해선 광역전철: 부전 - 태화강

### 대구 도시철도
- ● 대구 도시철도 1호선: 설화명곡 - 하양역
- ● 대구 도시철도 2호선: 문양 - 영남대
- ● 대구 도시철도 3호선: 칠곡경대병원 - 용지
- ● 대경선: 구미 - 경산

### 대전 도시철도
- ● 대전 도시철도 1호선: 판암, 정부청사[50] - 반석

### 광주 도시철도
- ● 광주 도시철도 1호선: 녹동, 소태 - 평동

## 사진

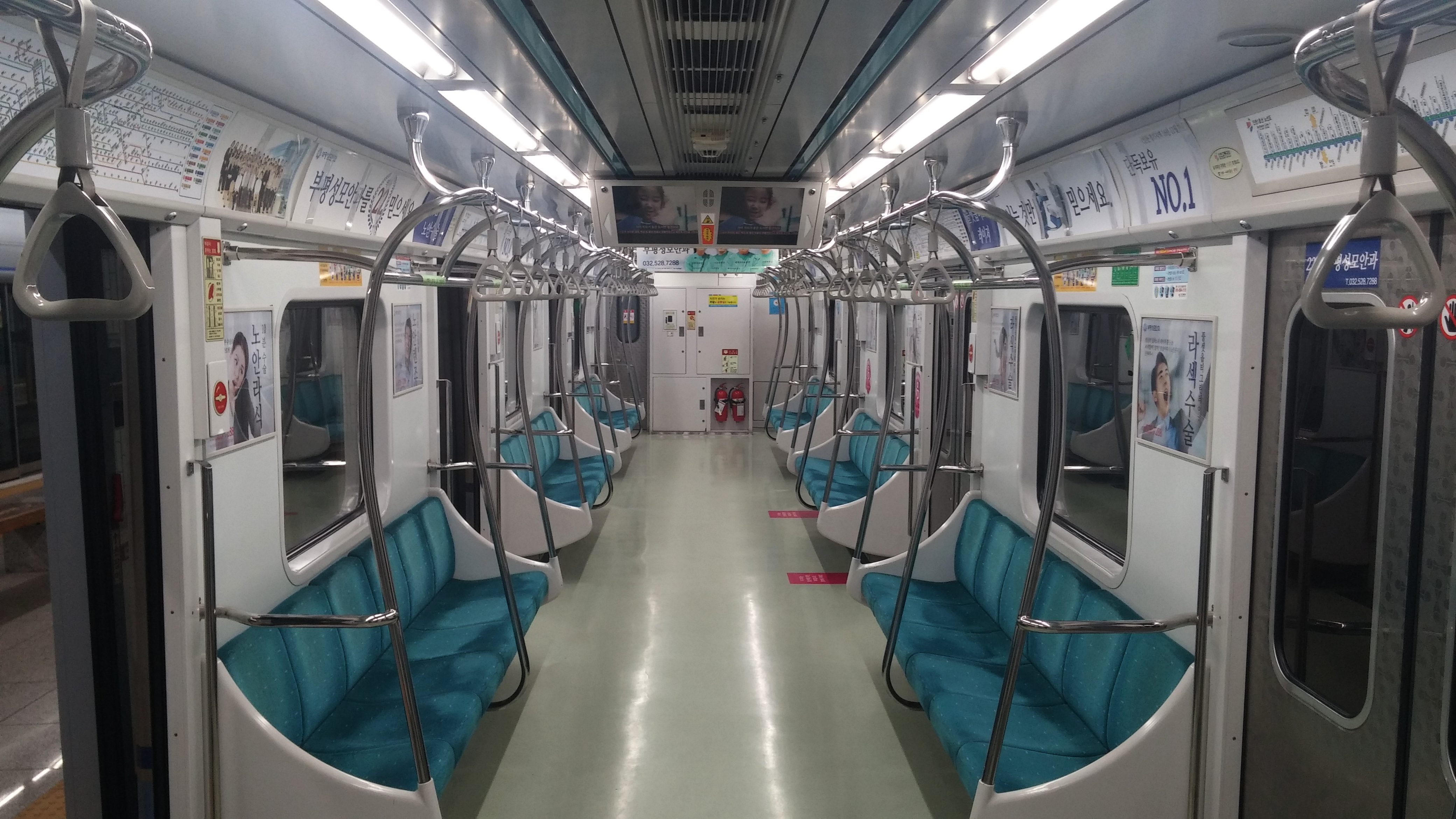
1127호 차량 실내 1
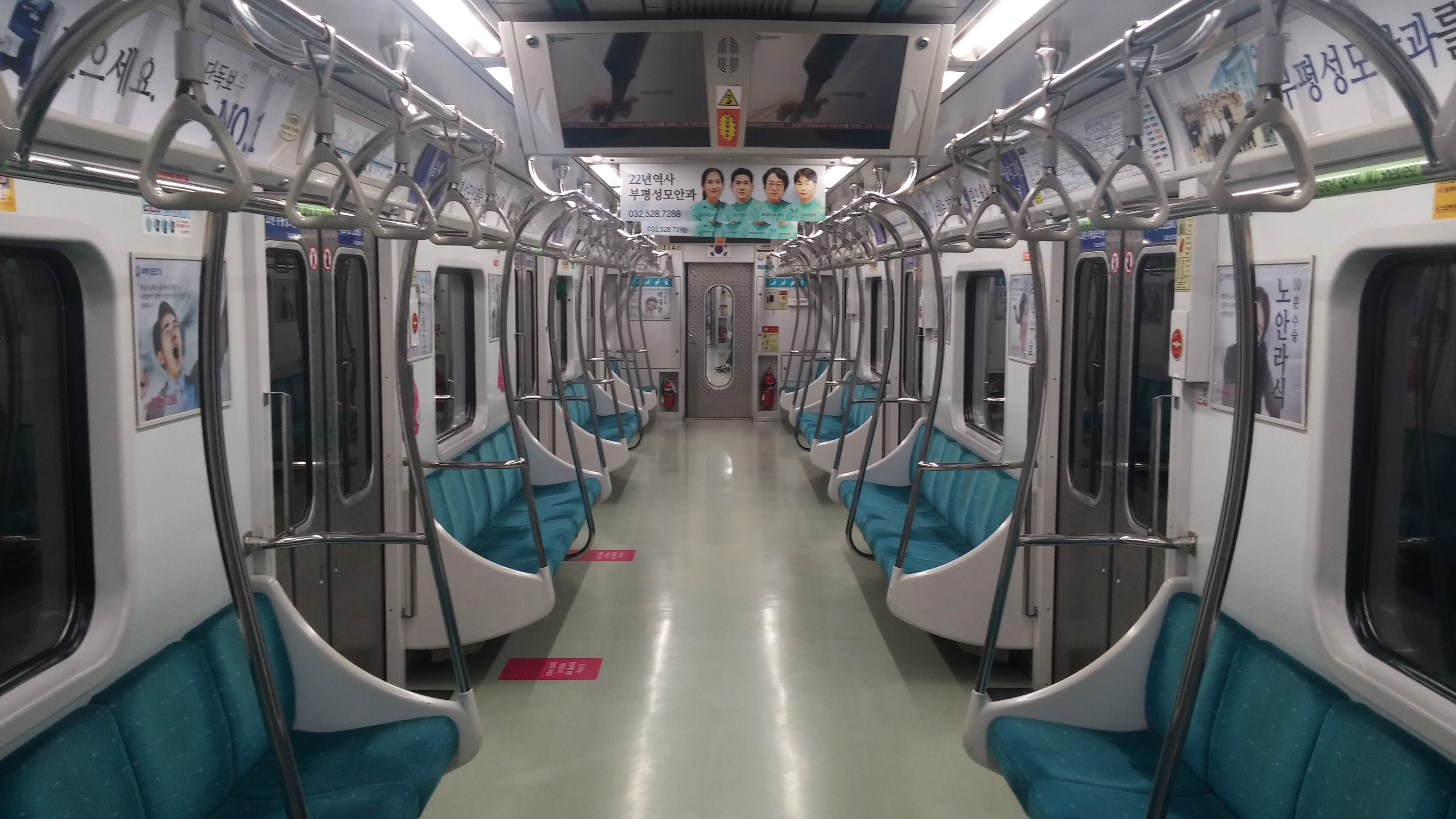
1127호 차량 실내 2
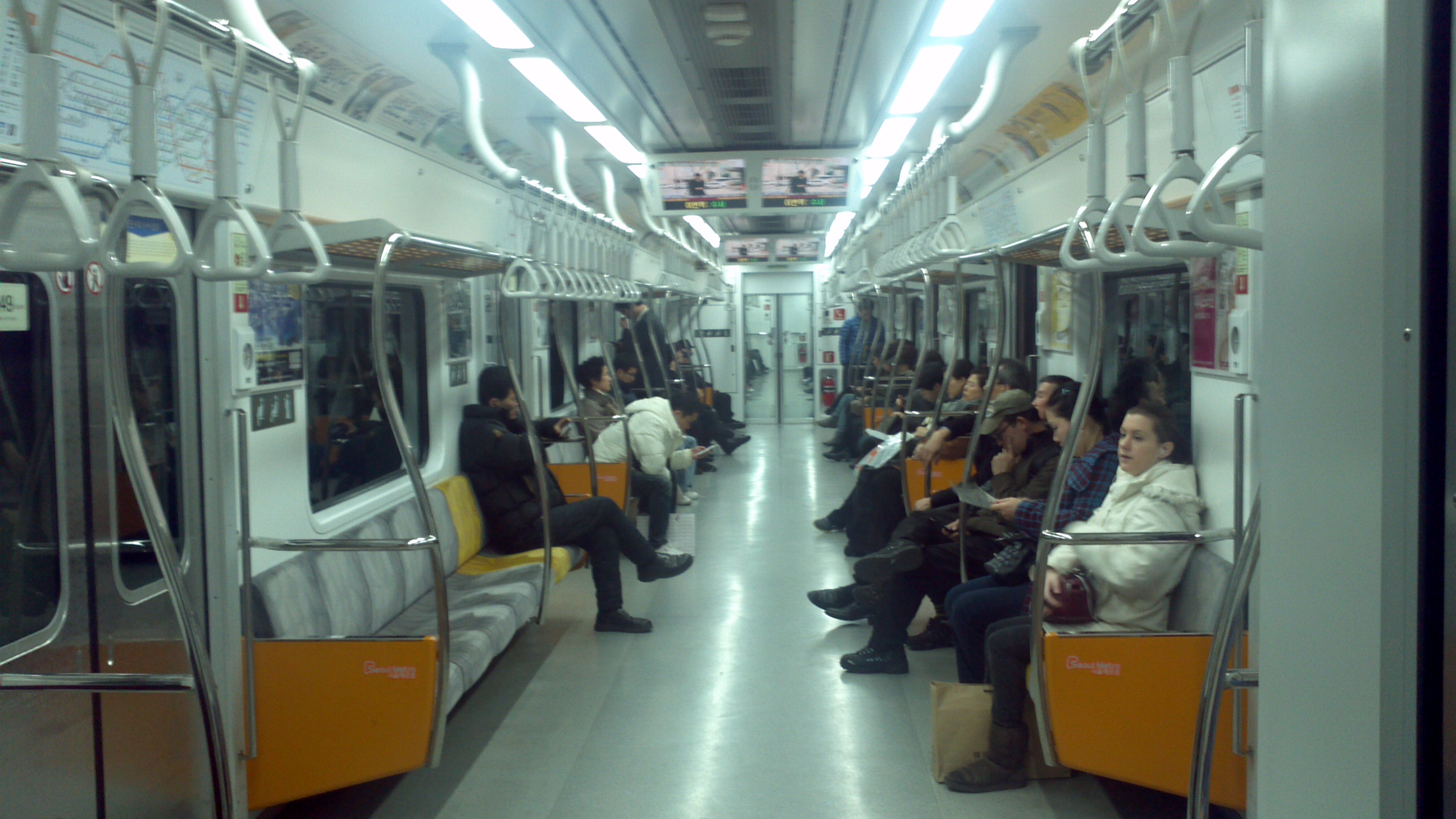
349편성 차량 실내 1
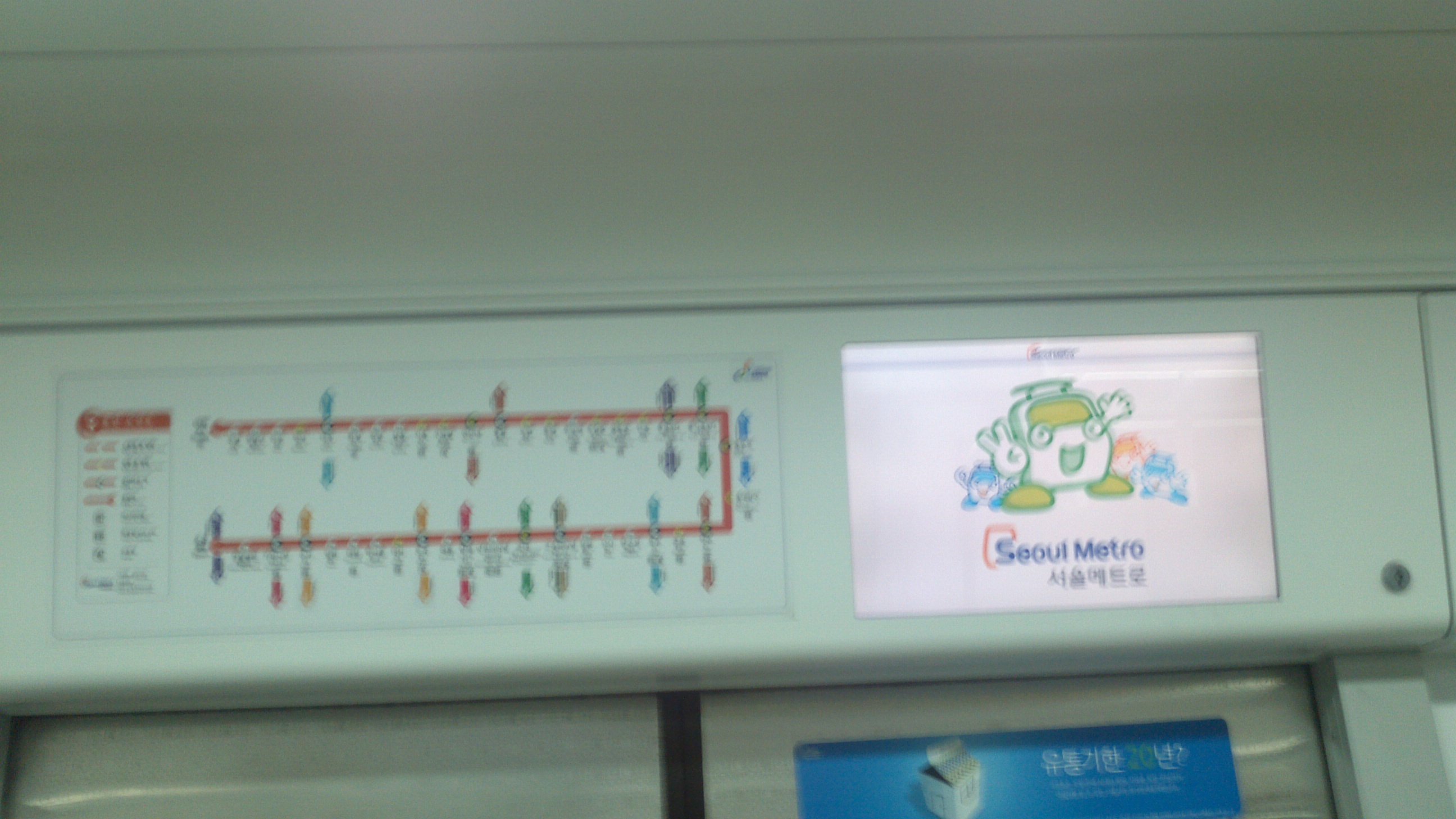
349편성 차량 실내 2
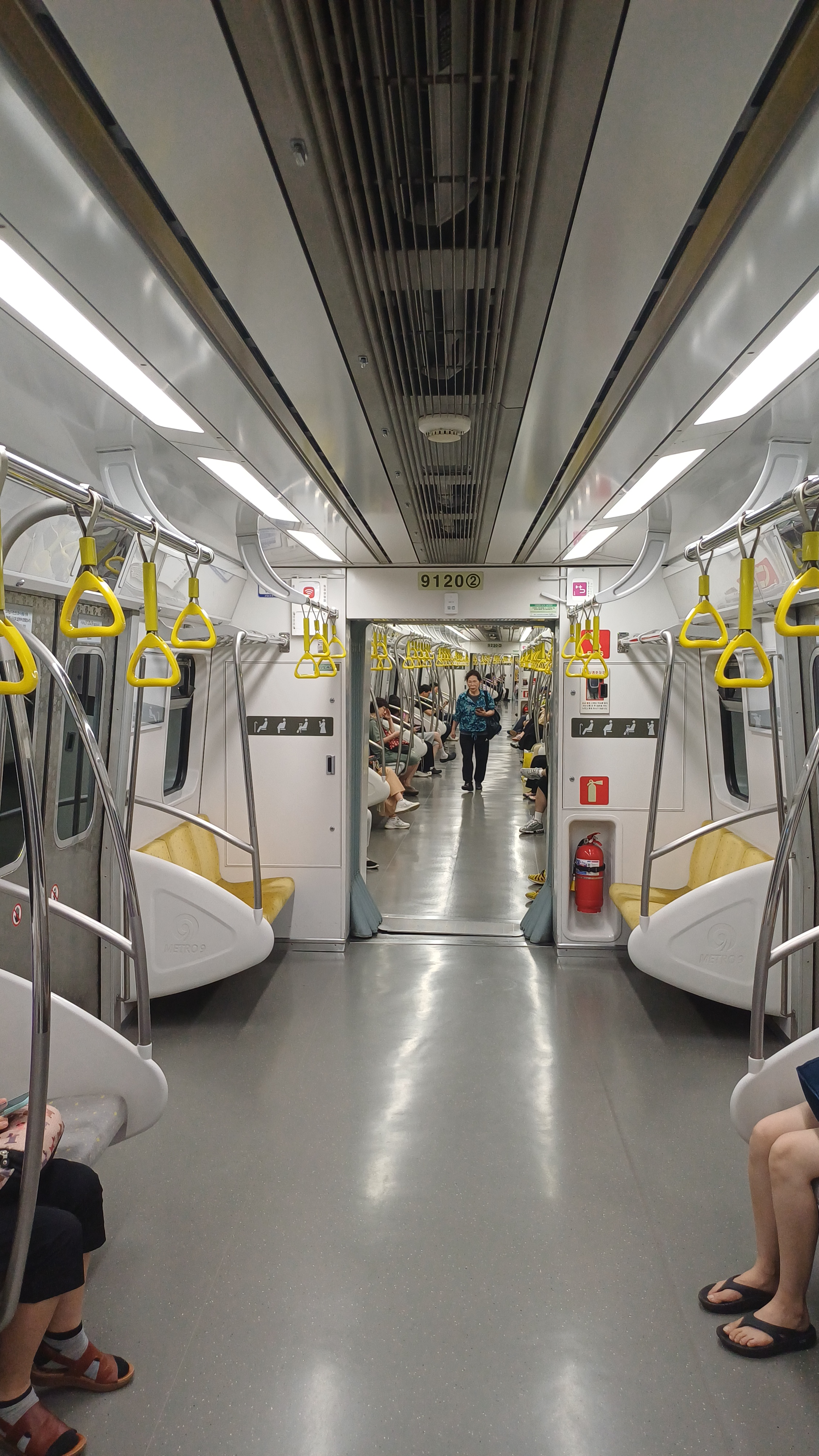

## 같이 보기
- 대한민국의 철도